# 特勞特曼 (北卡羅萊納州)
特勞特曼（英語：Troutman）是一個位於美國北卡羅萊納州艾爾代爾縣的城鎮。

## 人口
根據2020年美國人口普查的數據，特勞特曼的面積為17.00平方千米，當中陸地面積為16.97平方千米，而水域面積為0.03平方千米。當地共有人口3698人，而人口密度為每平方千米218人。